# Trofeo G. Bianchin
De Trofeo Gianfranco Bianchin is een voormalige eendaagse wielerwedstrijd die plaats vond in de stad Ponzano Veneto, onderdeel van de provincie Treviso, Italië. De wedstrijd werd voor het eerst verreden in 1970. Vanaf 2005 tot het einde van de wedstrijd in 2012 maakte de wedstrijd deel uit van de UCI Europe Tour onder categorie 1.2.

## Podiumplaatsen
| Jaar | Eerste             | Tweede                        | Derde               |
| 2003 | Giovanni Visconti  | Roman Radchenko               | Alessandro Ballan   |
| 2004 | Paul Crake         | Mauro Da Dalto                | Davide Viganò       |
| 2005 | Matteo Priamo      | Matic Strgar                  | Alexander Efimkin   |
| 2006 | Matic Strgar       | Jure Kocjan                   | David Tratnik       |
| 2007 | Americo Novembrini | Julian Dario Atehortúa Bedoya | Alessandro Bisolti  |
| 2008 | Robert Vrečer      | Anatoliy Kashtan              | Matic Strgar        |
| 2009 | Jose Bone Leon     | Gianluca Brambilla            | Igor Dementev       |
| 2010 | Robert Vrečer      | Fabio Aru                     | Pierre Paolo Penasa |
| 2011 | Moreno Moser       | Patrick Facchini              | Vincenzo Ianniello  |
| 2012 | Kristian Sbaragli  | Pietro Tedesco                | Luka Mezgec         |